# Шнуррер, Христиан Фридрих фон
Христин Фридрих фон Шнуррер (нем. Christian Friedrich von Schnurrer; 28 октября 1742, Канштатт — 10 ноября 1822, Штутгарт) — германский богослов и востоковед, канцлер Тюбингенского университета.

## Биография
Христин Фридрих фон Шнуррер получил образование в семинариях Денкендорфа и Маульбронна. 
С 1766 года преподавал в недавно на тот момент основанном колледже в Гёттингене и тогда же начал заниматься церковной историей. Впоследствии для лучшего понимания иудейских древностей изучал арабский язык в Лейпциге и Йене; некоторое время прожил за границей, работая в ряде крупнейших библиотек с рукописями, в том числе в Оксфорде, частным образом брал уроки арабского языка в Париже. 
На родину вернулся весной 1770 года и первое время работал наставником у оруженосцев герцога Вюртембергского, но в 1772 году получил место адъюнкт-профессора философии в Тюбингенском университете, где стал читать лекции по богословию Ветхого и Нового Заветов. Там же с 1775 года начал преподавать восточные языки. В 1806 году стал канцлером университета, в 1808 году за свои научные заслуги возведён в личное дворянство. Из-за большого количества научных противников был вынужден уйти в отставку в 1817 году.
Главные работы: «Erläuterungen der württembergischen Kirchen-Reformations- und Gelehrten-Geschichte» (Тюбинген, 1798); «Slavischer Bücherdruck in Württemberg im XVI J.» (там же, 1799); «Biographische und litterarische Nachrichten von ehemaligen Lehrern der hebräischen Litteratur in Tübingen» (Ульм, 1792), а также масштабный библиографический труд об арабских книгах, вышедших в свет в течение XVI—XVII веков, «Bibliotheca arabica».